# 聚積科技
聚積科技 (Macroblock, Inc.)是臺灣成立的一家IC設計公司，主要以電源管理、光電應用之開發與晶片設計公司，為LED 驅動晶片供應商，於2007年10月在臺灣的證券櫃檯買賣中心上櫃 (3527 TT)。

## 產品應用領域
1. LED顯示屏驅動晶片
2. XR/VP顯示屏驅動晶片
3. LED車用照明驅動晶片
4. LED車用顯示驅動晶片
5. LED背光驅動晶片
6. DC/DC LED照明驅動晶片
7. LED直流驅動晶片